# Nati nel 1927/Senza giorno specificato
| Questa pagina contiene informazioni ricavate automaticamente dalle voci biografiche con l'ausilio del template Bio e di un bot. L'aggiornamento è periodico e automatico e ricostruisce completamente la pagina. Se manca una persona in questa lista, sei pregato di non aggiungerla, ma accertati piuttosto che la sua voce biografica contenga il template Bio e che i dati anagrafici siano correttamente compilati. Se il template Bio manca, inseriscilo tu stesso o, in alternativa, metti l'avviso {{tmp\|Bio}} che ne segnala la mancanza. Se i dati riportati sono sbagliati, correggi direttamente la voce biografica; le modifiche saranno visibili in questa lista entro pochi giorni. Per chiarimenti vedi il progetto biografie. La lista contiene solo le 81 persone che sono citate nell'enciclopedia e per le quali è stato implementato correttamente il template Bio. Pagina aggiornata al 10 ago 2025. |

- Giorgio Abraham, psichiatra e scrittore italiano († 2023)
- Nori Andreini Galli, poetessa, scrittrice e saggista italiana († 2014)
- Giuseppe Arcidiacono, fisico italiano († 1998)
- Salvatore Arcidiacono, divulgatore scientifico e chimico italiano († 1998)
- Stelios Arvanitīs, cestista greco
- Alfonso Auscarriaga, calciatore uruguaiano
- Marino Bargagna, medico italiano († 2001)
- Amine Batanouni, cestista e dirigente sportivo egiziano († 1999)
- Bill Bell, cestista canadese († 2016)
- Vitali Benazus, ex cestista turco
- Germano Beringheli, critico d'arte italiano († 2014)
- Emile Biayenda, cardinale e arcivescovo cattolico della Repubblica del Congo († 1977)
- Oddone Bongiovanni, politico italiano († 2004)
- Adriano Bozzolo, scultore italiano († 2011)
- Giuseppe Bufalari, scrittore italiano († 2022)
- Alberto Cavalieri, pittore e scultore italiano († 2011)
- Giorgio Cavallo, umorista italiano († 1994)
- Armando Costanzo, paroliere, compositore e cantante italiano
- Carlo Delaini, politico italiano († 2008)
- Pasquale Di Fabio, pittore e scultore italiano († 1998)
- François Dossin, astronomo belga († 1998)
- Dzeliwe dello Swaziland, regina swati († 2003)
- Giuseppe Favati, scrittore, poeta e giornalista italiano († 2009)
- Pietro Feltrin, politico italiano († 1982)
- Vito Fiorenza, fotografo statunitense († 2015)
- Giuseppe Gandolfi, giurista italiano
- Giovanni Gao Kexian, vescovo cattolico cinese († 2005)
- Mercedes Garberi, storica dell'arte e direttrice artistica italiana († 2007)
- William Green, aviatore, scrittore e giornalista britannico († 2010)
- Lucia Guzzardi, attrice italiana
- Wadie Haddad, attivista e guerrigliero palestinese († 1978)
- Ali Matan Hashi, politico e generale somalo († 1978)
- Yasuo Hirasawa, astronomo giapponese († 2010)
- Donald Hodson, attore australiano († 2005)
- Luciano Inga Pin, gallerista, critico d'arte e editore italiano († 2009)
- Elio Isola, compositore, direttore d'orchestra e arrangiatore italiano († 1996)
- Wadud Khalil, calciatore e cestista iracheno
- Kim Yeong-su, cestista sudcoreano
- Ayduk Koray, ex cestista e imprenditore turco
- Alfonso La Torre, fumettista e giornalista peruviano († 2002)
- Antoine Lahad, generale libanese († 2015)
- Alfredo Abon Lee, militare cubano († 2012)
- Friedrich Mahlo, ex cestista e allenatore di pallacanestro tedesco
- Elaine Makatura, designer statunitense
- Pietrino Manca, fisico italiano († 2001)
- Mauro Mancini, marinaio, scrittore e giornalista italiano († 1978)
- Zdzisław Marchwicki, serial killer polacco († 1977)
- Robert Marsolat, cestista francese
- Emilio Massa, ingegnere italiano († 1998)
- Vittorio Mayer Pasquale, poeta e partigiano italiano († 2005)
- Roberto Mazzucco, drammaturgo italiano († 1989)
- George McLoughlin, cestista irlandese († 1955)
- Antonio Maria Michetti, ingegnere italiano († 2010)
- Giovanni Migliuolo, diplomatico italiano († 1989)
- Sebastian Mihăilescu, ex pallavolista e allenatore di pallavolo rumeno
- Carl Emil Felix Minder, imprenditore svizzero
- Tetsuyasu Mitani, astronomo giapponese († 2004)
- Gholamreza Nikpey, politico iraniano († 1979)
- Takashi Nomura, regista, direttore della fotografia e attore giapponese († 2015)
- Aleardo Paolucci, pittore italiano († 2013)
- Stelio Passacantando, regista cinematografico e animatore italiano († 2010)
- Cesare Pedrazzi, giurista italiano († 2005)
- Miriam Pires, attrice brasiliana († 2004)
- Gian Carlo Roscioni, critico letterario, scrittore e curatore editoriale italiano († 2012)
- Mario Sabatini, regista e sceneggiatore italiano
- Rolf Schaffner, artista e scultore tedesco († 2008)
- Ali Ibrahim Sidali, attore italiano
- Joe Stewardson, attore britannico († 1997)
- Márta Szabó, ex cestista ungherese
- Renato Terpolilli, poeta, scrittore e giornalista italiano († 2000)
- Franco Torti, paroliere e autore televisivo italiano († 1992)
- Eugenio Turri, geografo, scrittore e viaggiatore italiano († 2005)
- Edda Valente, attrice italiana († 2005)
- Mary Vieira, scultrice brasiliana († 2001)
- Eugenio Vitarelli, scrittore italiano († 1994)
- Arīs Voudourīs, imprenditore greco († 1990)
- Yi Ok-seon, attivista sudcoreana († 2022)
- Carlo Zampighi, tenore italiano († 1997)
- Khalid III bin Muhammad al-Qasimi, sovrano emiratino († 1972)
- Musa'id bin Sa'ud Al Sa'ud, principe, politico e diplomatico saudita († 2012)
- Thamir bin Sa'ud Al Sa'ud, principe e militare saudita († 1967)